# I perché di Forky
I perché di Forky (Forky Asks a Question) è una serie animata statunitense basata sul franchise di Toy Story, ambientata dopo Toy Story 4. È la seconda serie televisiva Pixar dopo Buzz Lightyear da Comando Stellare. La serie si concentra sul personaggio di Forky mentre pone ai suoi amici diverse domande sulla vita. È stata presentata in anteprima il 12 novembre 2019, insieme al lancio del servizio di streaming Disney+.

## Trama
Nei cortometraggi (ambientati, da quanto si può capire da una affermazione del protagonista nel primo episodio, 1 o 2 giorni dopo il finale di Toy Story 4) Forky si pone diverse domande su vari temi della vita, e ad ogni quesito troverà risposta da parte dei suoi amici (ogni personaggio risponderà ad una domanda, a quella al cui tema sono più 'consoni').

## Episodi
| Stagione       | Episodi | Distribuzione USA | Distribuzione Italia |
| -------------- | ------- | ----------------- | -------------------- |
| Prima stagione | 10      | 2019-2020         | 2020                 |

## Personaggi e doppiatori
- Forky: è uno spork, doppiato in originale da Tony Hale e in italiano da Luca Laurenti. Creato da Bonnie all'inizio del quarto capitolo della saga. Così come nel film, anche qui è un personaggio buffo, pasticcione e con un deficit di attenzione.
- Hamm, doppiato in originale da John Ratzenberger e in italiano da Renato Cecchetto. Così come nella saga cinematografica, anche qui è il più esperto del gruppo su determinati ambiti (tecnologici e altri ambiti riguardanti gli umani); è co-protagonista di diversi episodi, tra cui il primo, in cui spiegherà a Forky, essendo un salvadanaio, cosa sono i soldi.[1]
- Rex, doppiato in originale da Wallace Shawn e in italiano da Carlo Valli. Lo svampito e simpatico tirannosauro giocattolo, grande amico di Forky.[2]
- Mr. Pricklepants, doppiato in originale da Robin Atkin Downes (che prende il posto di Timothy Dalton) e in italiano da Luciano De Ambrosis. È un pupazzo a forma di riccio. Insieme a Cono di panna, Trixie e Dottie, è uno dei giocattoli che Bonnie ha fin da piccola. Così come nelle altre sue apparizioni all'interno della saga, anche qui è un personaggio maturo e molto esperto delle arti, e proprio grazie a questo sarà lui a spiegare a Forky cos'è l'arte.
- Trixie, doppiata in originale da Kristen Schaal e in italiano da Micaela Incitti. È un triceratopo di plastica, amica di Rex e appassionata e esperta di computer. Nell'episodio a lei dedicato litiga con Forky dopo che le resetta il computer saltando su tasti a caso.[2]
- Cono di panna, doppiato in originale da Jeff Garlin e in italiano da Enzo Avolio. Un unicorno giocattolo.
- Melephant Brooks, doppiato in originale da Mel Brooks e in italiano da Ennio Coltorti. È un elefantino di plastica, amico di Chairol Burnett, Carl Reineroceros e Bitey White, con i quali cercherà di spiegare a Forky cos'è l'amore, inscenando un'interpretazione con Chairol Burnett, al termine del quale rivelerà di essere in amorato di Bitey White.[3]
- Chairol Burnett, doppiata in originale da Carol Burnett e in italiano da Melina Martello. È una sedia di plastica con un solco che le fa da sorriso e degli occhi adesivi. Al termine dell'episodio dedicato a lei e ai suoi compagni si scoprirà che Carl è innamorato di lei, mentre lei prova qualcosa per Melephant.[3]
- Carl Reineroceros, doppiato in originale da Carl Reiner e in italiano da Carlo Petruccetti. È un rinoceronte rosa di plastica, amico di Melephant, Chairol e fidanzato con Bitey White. Si scopre che è innamorato di Chairol, mentre non ha mai provato un amore sincero verso Bitey.[3]
- Bitey White, doppiata in originale da Betty White e in italiano da Graziella Polesinanti. È un giocattolo massaggia-gengive con testa di leoncino (con cui Bonnie giocava), fidanzata con Carl, ma amata realmente da Melephant.[3]
- Old Timer, doppiato in originale da Alan Oppenheimer e in italiano da Oliviero Dinelli. Una sveglia giocattolo con la faccia di un vecchio.
- Rib Tickles, doppiata in originale da Aloma Wright e in italiano da Antonella Giannini. Un cane domestico della Sicurezza animali domestici (Pet Patrol officer).[4] Una versione maschile del personaggio doveva originariamente apparire in Toy Story 4, anche se alla fine la scena è stata eliminata.[4]
- Dolly, doppiata in originale da Bonnie Hunt e in italiano da Roberta Pellini. Uno dei giocattoli più amati di Bonnie, ed è il leader dei giocattoli.
- Mr. Spell, doppiato in originale da Jeff Pidgeon e in italiano da Carlo Scipioni. Un giocattolo con una tastiera incorporata, che pronuncia le parole che vengono digitate.

## Produzione

### Sviluppo
Nel giorno dell'investitore della Disney, il direttore creativo della Pixar, Pete Docter, ha rivelato che una serie di cortometraggi basati su Forky di Toy Story 4, intitolata I perché di Forky era in fase di sviluppo per Disney+, con Tony Hale pronto a riprendere il ruolo di Toy Story 4. Hale ha detto che la serie parla di "queste domande che forse le persone sono imbarazzate a porre, ma in realtà non le sanno". Bob Peterson scriverà e dirigerà la serie e sarà prodotta da Mark Nielsen, produttore anche di Toy Story 4.
La serie viene prodotta direttamente presso la Pixar Animation Studios, ed è la seconda serie della Pixar dopo Buzz Lightyear da Comando Stellare, anch'esso basato sul franchise di Toy Story.

### Casting
Il 12 giugno 2019, quando è stata annunciata la serie, è stato confermato che Tony Hale riprenderà il suo ruolo da Toy Story 4 nella serie. Il 25 giugno 2019, Nielsen ha annunciato che Carol Burnett, Mel Brooks, Carl Reiner e Betty White riprenderanno i loro ruoli da Toy Story 4, rispettivamente di Chairol Burnett, Melephant Brooks, Carl Reineroceros e Bitey White, durante la serie. Secondo Nielsen, i personaggi avranno "un considerevole tempo sullo schermo" rispetto alle loro apparizioni nel film.
Durante il D23 2019, è stato annunciato che John Ratzenberger riprenderà il suo ruolo di Hamm nella serie. Il 30 ottobre 2019 è stato annunciato che Wallace Shawn e Kristen Schaal riprenderanno i loro ruoli come Rex e Trixie.

### Registrazione
Il 18 giugno 2019, durante un'intervista, Hale ha detto di aver già registrato le sue battute come Forky per la serie.

## Colonna sonora
Jake Monaco ha composto la colonna sonora della serie. Monaco ha affermato che "Il personaggio di Forky è così animato [...] Ci sono così tanti movimenti ed espressioni facciali, e la voce recitata che Tony Hale fa è semplicemente incredibile. È abbastanza per portare qualsiasi scena da solo", e quel regista Bob Peterson "voleva che la musica sparisse semplicemente in sottofondo", a cui ha dato alla colonna sonora "un po' di atmosfera jazz".
Una colonna sonora per la prima stagione della serie, con le tracce di Monaco e due tracce scritte da Monaco e Toby Sherriff è stata rilasciata il 28 febbraio 2020.

## Distribuzione
Il primo episodio de I perché di Forky è stato pubblicato 12 novembre 2019 su Disney+. La serie è composta da dieci episodi pubblicati settimanalmente, ogni episodio dura 3-4 minuti. Una clip della serie è stata mostrata al D23 del 2019. Il 30 ottobre 2019 è stato rilasciato il primo trailer della serie.
In Italia la serie è stata pubblicata dal 24 marzo 2020, sempre su Disney+, data di uscita italiana del servizio. Il 18 marzo 2020 è stato rilasciato il trailer in italiano.

## Accoglienza
Su Rotten Tomatoes, la serie ha un indice di gradimento dell'83%, basato su 12 recensioni, con un punteggio medio di 7,39/10. Il suo consenso critico recita: "Corto e dolce, I perché di Forky è abbastanza divertente e divertente da lavorare per i fan". Su Metacritic la serie ha un punteggio medio ponderato di 64 su 100, basato su 5 recensioni critiche, indicando "recensioni generalmente favorevoli".
Common Sense Media ha dato alla serie 4 stelle su 5, affermando: "I genitori devono sapere che I perché di Forky è incentrato sul personaggio protagonista di Toy Story 4 mentre riflette sulle grandi domande sul mondo e su come funziona. Ognuna di questi 10 cortometraggi vedono uno dei suoi amici giocattoli aiutare Forky a imparare cose, come cosa significa essere un amico, cosa definisce l'arte e che cosa è il tempo. Forky assorbe le informazioni al ritmo di un bambino in età prescolare, il che significa che la sua attenzione cambia molto ed è molto distratto, ma riesce sempre a riassumere l'essenziale in modo succinto e ponderato. Questa divertente estensione di un amato personaggio è un must per i fan di Forky di tutte le età".

## Riconoscimenti
- 2020 – Primetime Emmy Awards (72ª edizione)[16]
  - Vinto - Miglior programma di cortometraggi animati a Bob Peterson e Mark Nielse nell'episodio Che cos'è l'amore?